# Zdroje optického záření
Zdroje optického záření používané v optické spektroskopii dělíme na:
- tepelné zdroje – vyzařují v důsledku vysoké teploty (žárovky, globary)
- výbojky
- synchrotrony; synchrotronové záření je elektromagnetické záření nabitých částic (např. elektronů) pohybujících se po zakřivených drahách. Synchrotronové záření je vyzařováno ve směru pohybu částice podél tečny k její dráze a pokrývá velkou část elektromagnetického spektra.
- lasery – jsou používány jako zdroje monochromatického záření